# Erykah Badu
Erica Abi Wright  (26. veljače 1971.), poznatija pod imenom Erykah Badu, je američka R&B, soul i hip hop pjevačica i skladateljica, čiji rad obuhvaća i elemente jazza.

## Životopis
Rođena je u Dallasu, Teksas. Majka je odgojila nju, njenog brata i sestru samostalno, jer je otac rano napustio obitelj. Dok je majka radila kao glumica, o njima se brinula baka. Već u 4. godini okusila je show-business, a do 14. je surađivala s lokalnim radijom. Nakon što je maturirala, otputila se na studij, ali fakultet napušta, ne diplomiravši. Poslije toga radi niz poslova na minimalcu da preživi. Povremeno ide na turneje s rođakom glazbenikom. Snimila je demo od 19 pjesama, koji zapaža ugledni producent, i stvar rezultira ugovorom za ploču.
Njen prvijenac, album Baduizm, dostigao je trostruku platinastu nakladu i rezultirao s nekoliko hitova. Nakon toga snima album uživo imenom Live! i odlazi se posvetiti ulozi majke jer je rodila sina s Andreom 3000 iz grupe OutKast. Vraća se 2000. albumom Mama's Gun koji također donosi uspjeh. Nagrađena je s četiri Grammyja. U veljači 2008., izdaje novi album New Amerykah Part One (4th World War).
Od rane mladosti promijenila je pisanje svog imena Erica u Erykah jer je rodno ime smatrala "robovskim." Termin "kah"na arapskom znači "ne može pogriješiti". Badu je titula koja se daje desetom djetetu iz plemena Ašanti u Gani. Na arapskom znači svjetlost. Poznata je po posebnim glazbenim mogućnostima, i po stilu odijevanja. Česte su usporedbe nje i Billie Holiday. Erykah je surađivala s glazbenicima različitih žanrova.
Ostvarila je i nekoliko hvaljenih glumačkih ostvarenja. Ima sina i dvije kćerke, a vrijeme dijeli između Dallasa i Brooklyna.

## Diskografija
- 1997: Baduizm
- 2000: Mama's Gun
- 2003: Worldwide Underground
- 2008: New Amerykah Part One (4th World War)
- 2010: New Amerykah Part Two (The Return of the Ankh)